# Club de Fútbol Atlético Ciudad
Il Club de Fútbol Atlético Ciudad è stata una società calcistica con sede a Murcia, in Spagna.

## Storia
Il 6 giugno 2007 Carlos Marsá, un uomo d'Affari di Granada, acquistò la squadra di Seconda Divisione del Ciudad de Murcia. La squadra cambiò così nome in Granada 74. La squadra riserve, invece, non fu trasferita e pochi giorni dopo, il 25 giugno, si fuse con l'Escuela Municipal Deporte Lorquí dando vita al Club Atlético Ciudad de Lorquí, rinominato poi come il nuovo Club de Fútbol Atlético Ciudad.